# Козелец голый
Козеле́ц голый, или Козелец гладкий, или Козелец Рупрехта (лат. Scorzonera glabra), — вид многолетних травянистых растений, относящийся к роду Козелец (Scorzonera) семейства Сложноцветные (Asteraceae).

## Название и этимология
Во многих литературных источниках указывается вероятное происхождение научного латинского названия Scorzonera  от итальянских слов: «скорца» — «корень» и «нера» — «чёрный», однако, приведенная этимология является неверной, так как значением корня итал. scorza является «кожура, оболочка, кожица; кора», что в сочетании с итал. nero — «черный» образует эпитет «чернокорый», что тем не менее верно отнесено к темной, практически черной окраске наружной оболочки корня.
Более правдоподобной является версия происхождения названия от кат. escurçó («эскурсо» — гадюка") и суффикса кат. -era, служащего для образования существительных и указания на наличие того или иного качества, будто бы по причине использования корня в качестве средства от укуса ядовитых змей в Испании, либо с аллюзией длинных цилиндрических темных корней растения к ядовитым змеям по внешнему виду.

## Ботаническое описание[6][7]
Многолетние травянистые растения с голыми прямостоячими стеблями 10-30 см высостой, окруженными в основании многочисленными волокнами влагалищ отмерших листьев. Поликарпический вид и гемикриптофит.
Корень стержневой длиной до 20 см с многоглавым каудексом.
Листья собраны в прикорневую розетку числом 3-9, широколанцетовидные, цельные и цельнокрайние, длиной 20-30 см, шириной 1-3,5 см. Стеблевые листья в количестве 2-3, узколанцетные или ланцетные.
Корзинки одиночные или до 3 на стебле, вместе с цветками до 4,5-5,5(7) см диаметром. Цветки желтые, краевые значительно длиннее обёртки.
Семянки 10-13 мм длиной, в основном гладкие, краевые бывают бугорчатые. Хохолок 10-15 мм длиной.
Цветение в июне-июле. Энтомофил, размножается семенами, другие репродуктивные показатели не изучены.

## Распространение и экология[6][7]
Широко распространённое растение европейского умеренного климата. Встречается от Испании, Португалии, Франции, Великобритании до Центральной России и Кавказа, также на севере Монголии, в Японии и Китае (северо-запад). На территории России ареал дизъюнктивный, с фрагментами, расположенными в Вологодской, Архангельской областях, в горных районах на юге Восточной Сибири, редкое растение Урала и Приуралья.
Произрастает в степях, на обнажениях различных пород (гипса, известняка, мергеля), реже в борах, иногда на песчаных обрывах приречных террас. Мезофил.

## Охранный статус
Вид занесен в Красные книги нескольких регионов Российской Федерации. В Пермском крае, Башкортостане, Свердловской и Челябинской областях имеет категорию статуса редкости — 3 как вид с естественной невысокой численностью, встречающийся на ограниченной территории или спорадически распространенный на значительных территориях, для выживания которых необходимо принятие специальных мер охраны. В Республике Коми категория статуса редкости — 2.

## Классификация

### Таксономия[9]
Scorzonera glabra Rupr., 1845, Beitr. Pflanzenk. Russ. Reiches 2: 11
Вид Козелец голый относится к роду Козелец относится к семейству Астровые (Asteraceae) порядка Астроцветные (Asterales). Кладограмма в соответствии с Системой APG IV:
|  |                                      |  |                                   |                                   |                    |  | ещё 10 семейств | ещё 10 семейств |               |  |  |  | еще 196 подтвержденных и 98 ожидающих подтверждения видов и инфравидовых таксонов |
|  |                                      |  |                                   |                                   |                    |  | ещё 10 семейств | ещё 10 семейств |               |  |  |  | еще 196 подтвержденных и 98 ожидающих подтверждения видов и инфравидовых таксонов |
|  |                                      |  |                                   | порядок Астроцветные              |                    |  |                 |                 | род Козелец   |  |  |  |                                                                                   |
|  |                                      |  |                                   | порядок Астроцветные              |                    |  |                 |                 | род Козелец   |  |  |  |                                                                                   |
|  | отдел Цветковые, или Покрытосеменные |  |                                   |                                   | семейство Астровые |  |                 |                 | Козелец голый |  |  |  |                                                                                   |
|  | отдел Цветковые, или Покрытосеменные |  |                                   |                                   | семейство Астровые |  |                 |                 |               |  |  |  |                                                                                   |
|  |                                      |  | ещё 63 порядка цветковых растений | ещё 63 порядка цветковых растений |                    |  |                 | ещё 1804 рода   | ещё 1804 рода |  |  |  |                                                                                   |
|  |                                      |  |                                   | ещё 63 порядка цветковых растений |                    |  |                 |                 | ещё 1804 рода |  |  |  |                                                                                   |